# Sungai Sentang
Sungai Sentang is een bestuurslaag in het regentschap Labuhan Batu Utara van de provincie Noord-Sumatra, Indonesië. Sungai Sentang telt 5083 inwoners (volkstelling 2010).